# Novo Selo (Gadžin Han)
Pour les articles homonymes, voir Novo Selo.
Novo Selo (en serbe cyrillique : Ново Село) est un village de Serbie situé dans la municipalité de Gadžin Han, district de Nišava. Au recensement de 2011, il comptait 25 habitants.

## Démographie
| 1948 | 1953 | 1961 | 1971 | 1981 | 1991 | 2002 | 2011 |
| ---- | ---- | ---- | ---- | ---- | ---- | ---- | ---- |
| 251  | 259  | 256  | 188  | 144  | 83   | 47   | 25   |

|  |